# Krzysztof Bizio
Krzysztof Bizio (n. 29 mai 1970, Sosnowiec) este un dramaturg, scenarist și arhitect polonez. În 1994 a absolvit arhitectura la Universitatea din Szczecin. În 1998 a început să lucreze ca asistent la Universitatea Tehnică din Szczecin. Ca dramaturg, a debutat în anul 2000, cu piesa Porozmawiajmy o życiu i śmierci.

## Opera literară
- Zresztą latem wszystkie kwiaty są takie piękne (1994-1995, publ. 2004), povestire
- Porozmawiajmy o życiu i śmierci (2000), dramă
- Maniakalni uliczni kaznodzieje (2001), povestire
- Toksyny (2002), dramă
- Lament (2003), dramă
- Fotoplastikon (2004), dramă
- Śmieci (2004), dramă
- Autoreverse (2005)
- Awiacja (2005), dramă
- Deszcze (2005), dramă
- 0_1_0 (2005), dramă
- Celebracje (2006), dramă
- Gabloty (2006), dramă
- Sierpień (2006), roman
- Wszystkie małe kłamstwa Anny (2009), scenariu de film